# Anders Juringius
Per Aschan, född 20 augusti 1733 i Kvillinge församling, Östergötlands län, död 10 januari 1804 i Norrköping, Östergötlands län, var en svensk häradshövding.

## Biografi
Juringius föddes 1733 i Kvillinge församling. Han var son till kyrkoherden Petrus Juringius och Anna Älf. Juringius blev 1751 student vid Uppsala universitet. Han blev auskultant i Svea hovrätt 1754, extra ordinarie kanslist i Svea hovrätt 1756 och extra ordinarie notarie i Svea hovrätt 1757. År 1756 blev han vice notarie i Generalkrigsrätten och vice auditör i Generalkrigsrätten. Han blev krigsfiskal vid armen i Skåne 1757. Juringius blev vice häradshövding och blev 1762 häradshövding i Finspånga län och Bråbo domsaga. Han tog avsked med lagmans titel 1780. År 1804 avled Juringius i Norrköping.